# NGC 6455
NGC 6455 ist eine Gruppe aus mehreren Sternen im Sternbild Skorpion. Sie wurde am 7. Juni 1837 von John Herschel bei einer Beobachtung, bei der dieser „a very extensive nebulous clustering mass of the milky way. the stars of excessive smallness, and infinite in number“ notierte, irrtümlich für einen Sternhaufen gehalten und erlangte so einen Eintrag in den Katalog.